# Алма-Сентер (Вісконсин)
Алма-Сентер (англ. Alma Center) — селище (англ. village) в США, в окрузі Джексон штату Вісконсин. Населення — 487 осіб (2020).

## Географія
Алма-Сентер розташована за координатами 44°26′13″ пн. ш. 90°54′46″ зх. д. / 44.43694° пн. ш. 90.91278° зх. д. (44.436904, -90.912894).  За даними Бюро перепису населення США в 2010 році селище мало площу 2,58 км², уся площа — суходіл.

## Демографія
Згідно з переписом 2010 року, у селищі мешкали 503 особи в 205 домогосподарствах у складі 143 родин. Густота населення становила 195 осіб/км².  Було 229 помешкань (89/км²).
Расовий склад населення:
| - 92,8 % — білих - 0,2 % — вихідців з тихоокеанських островів - 0,2 % — корінних американців - 0,2 % — азіатів - 4,4 % — осіб інших рас |

До двох чи більше рас належало 2,2 %. Частка іспаномовних становила 6,4 % від усіх жителів.
За віковим діапазоном населення розподілялося таким чином: 29,4 % — особи молодші 18 років, 55,7 % — особи у віці 18—64 років, 14,9 % — особи у віці 65 років та старші. Медіана віку мешканця становила 37,1 року. На 100 осіб жіночої статі у селищі припадало 85,6 чоловіків;  на 100 жінок у віці від 18 років та старших — 83,9 чоловіків також старших 18 років.
Середній дохід на одне домашнє господарство  становив 45 211 долар США (медіана — 37 875), а середній дохід на одну сім'ю — 52 268 доларів (медіана — 42 917). За межею бідності перебувало 18,3 % осіб, у тому числі 19,6 % дітей у віці до 18 років та 18,2 % осіб у віці 65 років та старших.
Цивільне працевлаштоване населення становило 213 осіб. Основні галузі зайнятості: освіта, охорона здоров'я та соціальна допомога — 26,8 %, виробництво — 16,9 %, роздрібна торгівля — 12,7 %.